# Бреусівка
Бре́усівка — село в Україні, у Козельщинській селищній громаді Кременчуцького району Полтавської області. Населення становить 640 осіб. До 2020 орган місцевого самоврядування — Бреусівська сільська рада.

## Походження назви
- Бреусами називали козаків, яким за тяжкі провини голили оселедець та вуса[2].

## Географія
Село Бреусівка знаходиться на відстані до 1,5 км від сіл Винники, Красносілля, Мальці та Новоселівка. Селом протікає пересихаючий струмок з загатою.

## Історія
Колишня назва - Іванки. 
Село виникло на базі Зінківських хуторів, відомих з XVIII століття, серед яких був і козацький хутір Бреусівка (Іванки), що біля громадського колодязя, з лівого боку тракту Кобеляки - Кременчук.
Входила до складу Кобеляцького повіту.
За переписом 1859 р. - 14 дворів та 177 жителів.
У 1866 році споруджено дерев'яну Троїцьку церкву, при якій існувала церковнопарафіяльна школа. У 1914 році замість старої збудували нову муровану церкву з двіницею (зруйнована у 30-х рр.).
За даними перепису 1900 року Бреусівка складалась з хутора Іванки (22 двори 305 жителів, земська школа та лікарня) та хуторів Іванківської сільської громади, де налічувалося 344 двори та 3054 жителів.
У 1905 році у Василівці (тепер Красносілля) відбувся селянський виступ, який очолив лікар Бреусівської лікарні Г. М. Якубовський.
За переписом 1910 р. в Іванківський сільській громаді, до якої належали село Бреусівка, хутори Бабичі, Довбні, Павлюки, Паліївці, Савенки, Сердюки, Тарасівка, Телятники, Шарій та ін. налічувалося 380 дворів та 2728 жителів. Безпосередньо у селі Бреусівка - 44 двори та 337 жителів.
У 1917 році було 3 школи - земська початкова та 2 церковнопарафіяльні (чоловіча та жіноча).
Радянський режим оголошено у січні 1918 року. У період громадянської війни було створено загін для боротьби з бандитизмом на чолі з І. Т. Нечипоренком, що дислокувався у Бреусівці.
З березня 1923 р. село входило до складу Бригадирівського району Кременчцукого округу, з лютого 1932 до вересня 1937 - в складі Харківської області.
На хуторах, що увійшли до складу Бреусівки під час голоду 1932 - 1933 рр. померло 230 чол.
Під час німецько-фашиської окупації (15.ІХ.1941 - 25(27).ІХ.1943) гітлерівці вивезли на примусові роботи до Німеччини 212 чоловік.
12 червня 2020 року, відповідно до розпорядження Кабінету Міністрів України № 721-р «Про визначення адміністративних центрів та затвердження територій територіальних громад Полтавської області», село увійшло до складу Козельщинської селищної громади.
19 липня 2020 року, в результаті адміністративно - територіальної реформи та ліквідації Козельщинського району, село увійшло до складу новоутвореного Кременчуцького району.

## Населення
Згідно з переписом УРСР 1989 року чисельність наявного населення села становила 1119 осіб, з яких 496 чоловіків та 623 жінки.
За переписом населення України 2001 року в селі мешкала 931 особа.

### Мова
Розподіл населення за рідною мовою за даними перепису 2001 року:
| Мова       | Відсоток |
| ---------- | -------- |
| українська | 98,18 %  |
| російська  | 1,82 %   |

## Економіка
- Молочно-товарна та птахо-товарна ферма.
- ТОВ «Хліб і люди».
- Держрозрахункове підприємство «Бреусівка».
- ПП «Інтерактив».

## Об'єкти соціальної сфери
- Дитячий садок «Сонечко».
- Школа.
- Музей козацької слави (при школі).

## Відомі люди
- З Бреусівкою пов'язане дитинство українського письменника, літературного критика, громадського діяча Олеся Терентійовича Гончара (1918—1995). Тут він У 1933 році закінчив семирічну школу[11]
- В селі народився і живе Сердюк Григорій Дмитрович — український педагог, історик-краєзнавець, член Національної спілки журналістів України, член Національної спілки краєзнавців України.
- Сердюк Данило Дмитрович (09.12.1898 -  06.05.1971 США, Нью-Джерсі, м. Савт-Бавнд-Брук) - козак 3-ї Залізної стрілецької гарматної бригади армії УНР. У 1928 році закінчив Українську господарську академію в Подєбрадиах з титулом інженера.